# Piaszczysta (Wybrzeże Słowińskie)
Piaszczysta – wzniesienie o wysokości 21,8 m n.p.m. na Wybrzeżu Słowińskim, nad północno-wschodnim brzegiem jeziora Sarbsko, położone w woj. pomorskim, w powiecie lęborskim, w granicach miasta Łeba.
Obszar wzniesienia został objęty rezerwatem przyrody Mierzeja Sarbska oraz specjalnym obszarem ochrony siedlisk "Mierzeja Sarbska".
W 1949 roku wprowadzono urzędowo nazwę Piaszczysta, zastępując poprzednią niemiecką nazwę Sand Berg.